# Сеченьи, Томас
Томас (I) Сеченьи (венг. Szécsényi (I.) Tamás; ? — 1354) — влиятельный венгерский барон и военный, который получил известность во время войны короля Карла I Роберта против мятежных олигархов. Принадлежал к так называемой «новой аристократии», которая поддерживала усилия короля по восстановлению королевской власти в первые десятилетия 14 века. Он был первым членом влиятельной семьи Сеченьи.

## Карьера
Сын Фаркаша из рода Качичей, он присоединился к королю Карлу I Анжуйскому в его борьбе против могущественного Матфея III Чака в 1301 году; поэтому его родственники, последовавшие за Чаком, заняли его унаследованные владения в комитате Ноград. Он сражался в битве при Розгановцах (15 июня 1312 года), когда армии короля разбили союзные войска сыновей Матвея Чака и Амадея Абы.
Вскоре после этого король предоставил Томасу владение Холлокё, которое было конфисковано у его родственников. В 1316 году он занял Вишеградский замок у Мате Чака. Он стал главой (ишпаном) комитатов Арад, Бач и Сирмия (1318) и судьей половцев (1319). В 1320 году он был назначен мастером королевской казны (királynéi tárnokmester).
Между 1318 и 1334 годом Томас Сеченьи женился на одной из родственниц королевы Елизаветы, Анне Освенцимской в качестве второй жены. Анна была дочерью герцога Владислава I Освенцимского и Евфросиньи Мазовецкой. После смерти Матвея Чака (1321) король пожаловал ему несколько замков и владений в комитатах Хевеш, Гем и Ноград. Таким образом, он получил Айначкё (сегодня Гайначка в Словакии), Багляскё, Бене, замки Шомошкё (сегодня Шомошка в Словакии) и Штрахора. В том же году он стал воеводой Трансильвании. Он подавил восстание трансильванских саксов (1324), и король предоставил ему замок Шалго (сегодня Сибиель в Румынии). В 1342 году он был назначен на должность мастера казначейства (tárnokmester), а в 1349 году он стал королевским судьей (országbíró).